# 王昭祚
王昭祚（9世纪—921年），中国五代十国时期政权赵国唯一统治者王镕的长子和储君。

## 唐朝年间
王昭祚生年不详。他出生时，他的家族控制后为赵国基础的成德军已数代。王镕为成德军节度使，任王昭祚为由继任节度使担任的副大使。唐昭宗光化三年（900年），大军阀宣武军节度使朱全忠攻成德，王镕以文缯二十万犒军求和，派王昭祚和其他大将主事梁公儒、牙将李弘规等的儿子和弟弟为人质以示归顺朱全忠。朱全忠接受犒军和人质，将王昭祚带回军部汴州，把一个女儿嫁给王昭祚。

## 唐朝灭亡后
天祐四年（907年），朱全忠迫唐哀帝禅位，代唐称帝，建立后梁，就是后梁太祖。封王昭祚妻为普宁公主。封王镕为赵王。当时为避太祖父朱诚讳，成德军已被改名武顺军。
开平四年（910年），太祖怀疑虽然已归顺自己但实质仍割据本镇的王镕和义武军节度使王处直是否能永久服从自己，决定试图武力夺取两镇。他派遣供奉官杜廷隐、丁延徽领魏博兵三千使诈取得深州、冀州，命北面行营都指挥招讨使王景仁准备全面攻取两镇。王镕无力自己收复深州、冀州，就和王处直求援于后梁大敌晋国王李存勖。部分将佐认为王镕有诈而反对，李存勖不顾，决定帮助王镕，认为普宁公主与王昭祚的婚姻并不重要。当时王昭祚夫妇已回到武顺军。李存勖成功帮助王镕击退王景仁后，王镕辖区实质成为独立的赵国，武顺军也改回成德军。
天祐十一年（914年），王镕为纪念自己就任节度使之日，与王昭祚和次子王昭诲奉觞为李存勖上寿。
十七年（920年），已习惯奢侈的生活的王镕在赵国都城镇州西面的山里设馆且花很多时间在那里游玩，疏远了军队。牙兵兵变杀死王镕最宠爱的宦官石希蒙，王镕为报复，归咎李弘规和行军司马李蔼诱导兵变，遣时任副大使王昭祚与养子防城使王德明率兵围二人宅，族诛之，连坐数十家，把二人的权力交给王昭祚。王昭祚傲慢固执，养名持重，坐享富贵，得到大权后，朝夕想取代父亲，继续清算他认为的李弘规和李蔼的党羽，又族灭多人。王德明则已萌推翻养父之志，对亲军诈称王镕想要屠尽他们，引发恐慌。次年（921年）二月，亲军兵变杀王镕，推王德明为帅。王德明接受推戴，改回本名张文礼。次日索得王昭祚，斩于军门。灭王镕族，不出十日又杀王镕妻赵国夫人李氏（是否王昭祚生母待考）。当时后梁皇帝为普宁公主的兄弟朱瑱，张文礼仅为了保留得到后梁支持的可能而放过了普宁公主，派人走小路对梁称王氏一族死于乱军而普宁公主无恙。但梁不曾相救，不久张文礼去世，李存勖败杀张文礼之子和继承人张处瑾，将赵地并入晋国。
据《王镕墓志》，王昭祚生前为守侍中。